# Цан Цзе
Цан Цзе (кит. трад. 倉頡, упр. 仓颉, пиньинь Cāng Jié, палл. Цан Цзе) — придворный историограф мифического императора Хуан Ди, считается создателем китайской письменности — набора пиктограмм, ставших основой для дальнейшего возникновения иероглифов, что послужило причиной отказа от узелкового письма.
Цан Цзе впервые упоминается в философском трактате III века до нашей эры «Сюнь-цзы» (荀子):

故好書者眾矣，而倉頡獨傳者，壹也；
Имелись многочисленные опыты по созданию письменности, но лишь знаки, созданные Цан Цзе, были приняты и существуют доныне

(Перевод Готлиба О. М.) 
Со временем образ Цан Цзе приобретает ещё более мифический характер, он изображается как человек с четырьмя глазами, что символизирует его особую прозорливость.
Помимо Цан Цзе, изобретение письменности приписывается и ряду других мифических лиц: Фу Си, Шэнь-нун, Цзюй Суну, Ши Хуану.